# Aurélien Chedjou
Aurélien Bayard Chedjou Fongang (* 20. června 1985) je bývalý kamerunský profesionální fotbalista, který hrál na pozici středního obránce.

## Klubová kariéra
Chedjou podepsal smlouvu s Lille na začátku sezóny 2007/08 a během pěti let odehrál za klub více než 150 ligových zápasů, během kterých pomohl klubu ke třetímu titulu v Ligue 1 a k úspěchu v Coupe de France v roce 2011. Svůj první gól v Evropské lize UEFA vstřelil 21. října 2010 proti Levski Sofia po asistenci Stéphana Dumonta a pomohl svému týmu k výhře 1:0.
Chedjouovy výkony v Lille vedly k tomu, že si ho vyhlédlo několik významných evropských klubů, přičemž největší zájem měly Newcastle United a Valencia.
Dne 25. května 2013 Chedjou úspěšně prošel lékařskou prohlídkou a podepsal čtyřletou smlouvu s Galatasarayem.
V sezóně 2013/14 odehrál Chedjou za Galatasaray v Lize mistrů každou minutu, a také skóroval v domácím utkání osmifinále proti Chelsea.
Chedjou odehrál během čtyřletého působení v Galatasarayi 119 zápasů, během kterých vyhrál ligový titul v roce 2015, tři tituly v řadě v tureckém poháru v letech 2014, 2015 a 2016 a také tři turecké Superpoháry v letech 2013, 2015 a 2016.
V létě 2017 Chedjou přestoupil zdarma do Başakşehiru. V předsezónním přípravném kempu si však zlomil kotník a na svůj debut si musel počkat.
Dne 2. září 2019 podepsal dvouletou smlouvu s Amiens SC.

## Reprezentační kariéra
Kamerunský národní fotbalový tým reprezentoval na Africkém poháru národů 2010, kde jeho tým postoupil do čtvrtfinále a také na Mistrovství světa ve fotbale 2014 v Brazílii.

## Statistiky

### Klubové
Platí k zápasu hranému 30. prosince 2020.
| Klub                  | Sezóna            | Liga              | Liga   | Liga | Národní pohár | Národní pohár | Ligový pohár | Ligový pohár | Kontinentální | Kontinentální | Ostatní | Ostatní | Celkově | Celkově |
| Klub                  | Sezóna            | Soutěž            | Zápasy | Góly | Zápasy        | Góly          | Zápasy       | Góly         | Zápasy        | Góly          | Zápasy  | Góly    | Zápasy  | Góly    |
| --------------------- | ----------------- | ----------------- | ------ | ---- | ------------- | ------------- | ------------ | ------------ | ------------- | ------------- | ------- | ------- | ------- | ------- |
| Lille                 | 2007/08           | Ligue 1           | 2      | 0    | 0             | 0             | 0            | 0            | –             | –             | –       | –       | 2       | 0       |
| Lille                 | 2008/09           | Ligue 1           | 26     | 0    | 3             | 0             | 1            | 0            | –             | –             | –       | –       | 30      | 0       |
| Lille                 | 2009/10           | Ligue 1           | 31     | 2    | 0             | 0             | 0            | 0            | 11            | 1             | –       | –       | 42      | 3       |
| Lille                 | 2010/11           | Ligue 1           | 34     | 1    | 6             | 1             | 1            | 0            | 8             | 2             | –       | –       | 49      | 4       |
| Lille                 | 2011/12           | Ligue 1           | 27     | 4    | 3             | 0             | 1            | 0            | 4             | 0             | 1       | 0       | 36      | 4       |
| Lille                 | 2012/13           | Ligue 1           | 34     | 3    | 3             | 0             | 2            | 0            | 7             | 1             | –       | –       | 46      | 4       |
| Lille                 | Celkově           | Celkově           | 154    | 10   | 15            | 1             | 5            | 0            | 30            | 4             | 1       | 0       | 205     | 15      |
| Galatasaray           | 2013/14           | Süper Lig         | 21     | 3    | 4             | 0             | –            | –            | 8             | 1             | 0       | 0       | 33      | 4       |
| Galatasaray           | 2014/15           | Süper Lig         | 26     | 4    | 3             | 0             | –            | –            | 5             | 0             | 1       | 0       | 35      | 4       |
| Galatasaray           | 2015/16           | Süper Lig         | 18     | 1    | 4             | 2             | –            | –            | 6             | 0             | 1       | 0       | 29      | 3       |
| Galatasaray           | 2016/17           | Süper Lig         | 15     | 0    | 4             | 1             | –            | –            | –             | –             | 1       | 0       | 20      | 1       |
| Galatasaray           | Celkově           | Celkově           | 80     | 8    | 15            | 3             | –            | –            | 19            | 1             | 3       | 0       | 118     | 12      |
| Başakşehir            | 2017/18           | Süper Lig         | 1      | 0    | 0             | 0             | –            | –            | –             | –             | –       | –       | 1       | 0       |
| Başakşehir            | 2019/20           | Süper Lig         | 2      | 0    | 0             | 0             | –            | –            | 1             | 0             | –       | –       | 3       | 0       |
| Başakşehir            | Celkově           | Celkově           | 3      | 0    | 0             | 0             | –            | –            | 1             | 0             | –       | –       | 4       | 0       |
| Bursaspor (hostování) | 2018/19           | Süper Lig         | 26     | 1    | –             | –             | –            | –            | –             | –             | –       | –       | 26      | 1       |
| Amiens                | 2019/20           | Ligue 1           | 22     | 0    | 1             | 0             | 2            | 0            | –             | –             | –       | –       | 25      | 0       |
| Amiens                | 2020/21           | Ligue 2           | 1      | 0    | –             | –             | –            | –            | –             | –             | –       | –       | 1       | 0       |
| Amiens                | Celkově           | Celkově           | 23     | 0    | 1             | 0             | 2            | 0            | –             | –             | –       | –       | 26      | 0       |
| Adana Demirspor       | 2020/21           | TFF 1. Lig        | 5      | 1    | 1             | 0             | –            | –            | –             | –             | –       | –       | 6       | 1       |
| Celkově v kariéře     | Celkově v kariéře | Celkově v kariéře | 283    | 19   | 29            | 4             | 7            | 0            | 50            | 5             | 4       | 0       | 374     | 29      |

### Reprezentační góly
| Gól | Datum        | Místo                                  | Soupeř | Skóre | Výsledek | Soutěž                                           |
| --- | ------------ | -------------------------------------- | ------ | ----- | -------- | ------------------------------------------------ |
| 1.  | 8. září 2013 | Stade Ahmadou Ahidjo, Yaoundé, Kamerun | Libye  | 1:0   | 1:0      | Kvalifikace na Mistrovství světa ve fotbale 2014 |

## Úspěchy
Lille
- Ligue 1: 2010/11
- Coupe de France: 2010/11

Galatasaray
- Süper Lig: 2014/15
- Turecký pohár: 2013/14, 2014/15, 2015/16
- Turecký Superpohár: 2013, 2015, 2016